# Nawal El Moutawakel
Nawal El Moutawakel, née le 15 avril 1962 à Casablanca, est une athlète marocaine, devenue dirigeante sportive et femme politique.
Elle remporte la médaille d'or du premier 400m haies féminin de l'histoire des Jeux olympiques, à Los Angeles en 1984. En juillet 2012, elle est élue membre du bureau exécutif et vice-présidente du Comité international olympique et présidente de la commission de coordination des Jeux olympiques de Rio 2016.

## Biographie

### Carrière sportive
Elle commence sa carrière sportive en 1978, sous la conduite de son entraîneur, Jean-François Coquand. Ce dernier la convainc deux ans plus tard de se spécialiser sur le 400 mètres haies. Elle se distingue sur le plan international en 1982 en remportant trois médailles d'or lors des Championnats d'Afrique du Caire, en Égypte, sur 100 m haies, sur 400 m haies et sur le relais 4 × 400 mètres. Titrée en 1983 lors des Jeux méditerranéens de Casablanca, elle décide cette même année de se rendre aux États-Unis pour suivre des études en éducation physique.
En 1984, Nawal El Moutawakel entre dans l'histoire comme la première femme arabe représentant un pays musulman à remporter une médaille d'or olympique à l'occasion des Jeux de Los Angeles. Elle s'impose sur 400 m haies, devant l'Américaine Judi Brown et la Roumaine Cristina Cojocaru, et améliore en même temps le record d'Afrique en 54 s 61.
Elle remporte deux nouveaux titres continentaux sur 400 m haies, en 1984 et 1985 et remporte une médaille de bronze sur le relais 4 × 400 mètres aux Championnats d'Afrique 1984.
En 1989, elle entame une carrière d'entraîneur après avoir obtenu un diplôme d'éducation physique de l'université américaine de l'Iowa.

### Membre d'institutions sportives
- En 1995, Nawal El Moutawakel a été élue membre du comité exécutif de la Fédération internationale d'athlétisme amateur (IAAF).
- En 1998, elle est devenue membre de Comité international olympique.
- En 1999, elle est désignée membre de la commission CIO 2000, dont la mission consistait à préparer et à proposer toutes les recommandations, avant d'être choisie en août de la même année, par le comité exécutif du Comité international olympique (CIO) comme membre de la Commission 2000, dont la mission a été de formuler des recommandations concernant les changements des structures, de l'organisation et des statuts du CIO.
- La championne olympique marocaine a été désignée en 2005 membre de la commission de coordination des JO-2012.
- En janvier 2007, elle a été nommée vice-présidente de la Fédération royale marocaine d'athlétisme (FRMA).
- Le 7 août 2008, elle a été nommée membre de la commission exécutive du Comité international olympique (CIO).
- En juillet 2004, elle a été présidente de la commission d'évaluation du CIO pour les Jeux olympiques 2012 attribués à la ville de Londres. Parallèlement, en 2004-2005, elle exerce les fonctions de directeur du « Sahara Sports Academy- Amby Vally - INDE » et de 1998 à 2003, le poste de directeur exécutif de la Fondation BMCE Bank pour l'éducation et l'environnement.
- Le 13 janvier 2010, Nawal a été nommée présidente de la commission de coordination des Jeux olympiques d'été de 2016[3]. En janvier 2010, elle est classée 2e par le quotidien français L'Équipe des pionniers du sport africain[4].
- Le 26 juillet 2012, Nawal El Moutawakel a été élue nouvelle vice-présidente du Comité international olympique (CIO), L’emportant par une majorité de 81 voix « pour », 10 « contre » et 3 « nuls »[5]. Elle occupe cette fonction jusqu'en 2016[6].

### Parcours politique
- En août 1997, le roi Hassan II la nomme secrétaire d'État auprès du ministre des affaires sociales chargée de la jeunesse et des sports, poste qu'elle a conservé jusqu'en mars 1998.
- Le 15 octobre 2007, elle a été nommée ministre de la Jeunesse et des Sports sous le Gouvernement Abbas El Fassi[7]. Le 29 juillet 2009, elle a été remplacée par Moncef Belkhayat.
- Lors des élections législatives du 7 octobre 2016, elle a été élue comme représentante de la circonscription nationale sur la liste des femmes.

## Vie privée
Elle est mariée avec l’homme d’affaires Mounir Bennis. Ils ont deux enfants, une fille et un garçon. 

## Distinctions
Nawal El Moutawakel est récipiendaire des distinctions suivantes : 
- Mérite national (ordre exceptionnel) décerné par le roi Hassan II du Maroc (1983)
- Chevalier de l'ordre national du Lion décerné par le président du Sénégal Abdou Diouf (1998)
- Ambassadrice de bonne volonté de l'Unicef (1999)
- Mérite national de l'ordre de commandeur décerné par le roi du Maroc Mohammed VI (2004)
- Grand officier de l'ordre national du Mérite de la République tunisienne (2005)
- Trophée Lifetime Achievement [10]de l'association Laureus (2010)[11]
- Ambassadrice de bonne volonté de l'ONU pour les Objectifs du millénaire pour le développement (2011)
- En 2014, elle est classée parmi les « 50 personnalités africaines les plus influentes dans le monde » selon le magazine Jeune Afrique[12].
- En 2015, elle est décorée de la légion d'honneur par le Président de la République française François Hollande[13].